# Bushoki
Bushoki è un settore (imirenge) del Ruanda, parte della Provincia Settentrionale e capoluogo del distretto di Rulindo.